# Suillellus
Suillellus is een geslacht van schimmels behorend tot de familie Boletaceae.

## Soorten
Volgens Index Fungorum bevat het geslacht 19 soorten (peildatum december 2021):
| Soortnaam                                      | Auteur(s)                                              | Publicatiejaar |
| ---------------------------------------------- | ------------------------------------------------------ | -------------- |
| Suillellus adalgisae                           | (Marsico & Musumeci) N. Schwab                         | 2019           |
| Suillellus adonis                              | (Pöder & H. Ladurner) Vizzini, Simonini & Gelardi      | 2014           |
| Suillellus amygdalinus                         | (Thiers) Vizzini, Simonini & Gelardi                   | 2014           |
| Suillellus atlanticus                          | (Blanco-Dios & G. Marques) Vizzini, Simonini & Gelardi | 2014           |
| Suillellus austrinus                           | (Singer) Murrill                                       | 1948           |
| Suillellus caucasicus                          | (Singer ex Alessio) Blanco-Dios                        | 2015           |
| Suillellus comptus                             | (Simonini) Vizzini, Simonini & Gelardi                 | 2014           |
| Suillellus gabretae                            | (Pilát) Blanco-Dios                                    | 2015           |
| Suillellus hypocarycinus                       | (Singer) Murrill                                       | 1948           |
| Suillellus luridiceps                          | Murrill                                                | 1946           |
| Suillellus luridus (Netstelige heksenboleet)   | (Schaeff.) Murrill                                     | 1909           |
| Suillellus mendax (Smalsporige heksenboleet)   | (Simonini & Vizzini) Vizzini, Simonini & Gelardi       | 2014           |
| Suillellus permagnificus                       | (Pöder) Blanco-Dios                                    | 2015           |
| Suillellus pictiformis                         | Murrill                                                | 1943           |
| Suillellus queletii (Gladstelige heksenboleet) | (Schulzer) Vizzini, Simonini & Gelardi                 | 2014           |
| Suillellus subamygdalinus                      | Kuan Zhao & Zhu L. Yang                                | 2016           |
| Suillellus subluridus                          | Murrill                                                | 1938           |
| Suillellus subvelutipes                        | (Peck) Murrill                                         | 1948           |
| Suillellus weberi                              | (Singer) Murrill                                       | 1948           |